# 23 Marina
23 Marina là khu dân cư chọc trời cao 392,8 m (1.289 ft) gồm 90 tầng, ở Dubai, Các Tiểu vương quốc Ả Rập Thống nhất. Nó là khu dân cư cao nhất thế giới cho đến khi một công trình gần đó hoàn thành, Princess Tower. Tòa nhà có 57 hồ bơi và mỗi mặt tháp đều trang bị thang máy riêng.
79% tòa nhà được bán ra trước khi công trình bắt đầu. Các mảng được hoàn thành vào 30 tháng 4 năm 2007.
Vào tháng 6 năm 2011, 23 Marina đứng đầu và trở thành tòa nhà cao thứ hai trong thành phố và tòa nhà dân cư cao nhất thế giới.

## Hình ảnh công trình
- 21 tháng 9 năm 2007
- 13 tháng 6 năm 2008

## Liên kết
- Hircon-me.com Lưu trữ ngày 21 tháng 2 năm 2009 tại Wayback Machine
- Images of 23 Marina Construction Update